# Alfons Schnitzler
Alfons Schnitzler (* 11. Mai 1960 in Hillesheim (Eifel)) ist ein deutscher Neurologe und Neurowissenschaftler und war von 2012 bis 2014 Prorektor an der Heinrich-Heine-Universität Düsseldorf.

## Leben
Alfons Schnitzler wurde in Hillesheim (Eifel) geboren. Er studierte Humanmedizin an der RWTH Aachen, der Christian-Albrechts-Universität zu Kiel sowie an der University of Cambridge in Großbritannien. Nach der Approbation als Arzt (1986) und der Promotion zum Dr. med. (1992) folgten wissenschaftliche Tätigkeiten sowie klinische Weiterbildungen in Psychiatrie und Neurologie an der Heinrich-Heine-Universität Düsseldorf. An Forschungsaufenthalte in Vancouver und Helsinki schloss sich 1998 die Habilitation in Neurologie und Neurophysiologie in Düsseldorf an. Danach war er dort als Oberarzt an der Neurologischen Klinik tätig und leitete bis zum Jahr 2005 die durch die VolkswagenStiftung geförderte Forschergruppe „Dysfunktion kooperierender Neuronenverbände“. Im Jahr 2006 folgte er dem Ruf auf eine W2-Professur für Neurologie an der Heinrich-Heine-Universität. 2007 wechselte Schnitzler auf den Chair for Neuroscience and Neurology am Wales Institute of Cognitive Neuroscience in Bangor, Großbritannien. Im Jahr 2008 wurde er auf den W3-Lehrstuhl für Klinische Neurowissenschaften und Medizinische Psychologie an der Heinrich-Heine-Universität berufen. Seither ist Schnitzler sowohl Direktor des gleichnamigen Instituts als auch Ärztlicher Leiter des Bereiches Bewegungsstörungen und Neuromodulation der Neurologischen Klinik. Als Prorektor für Strukturentwicklung gehörte er dem Rektorat der Heinrich-Heine-Universität von Juni 2012 bis Oktober 2014 an.
Seine klinischen Schwerpunkte liegen in der Pathophysiologie, Diagnostik, pharmakologischer Therapie sowie den Mechanismen, der Evaluation und der Weiterentwicklung der sogenannten Tiefen Hirnstimulation (Hirnschrittmacher) bei der Parkinsonkrankheit und anderen Basalganglien-Bewegungsstörungen.

## Forschung
Schnitzlers Forschungsschwerpunkt ist die Funktionsweise des gesunden sowie des kranken menschlichen Gehirns. Er wendet dabei invasive (intraoperative) und nichtinvasive Magnetoenzephalographie, Elektroenzephalographie, neurophysiologische Methoden sowie die funktionelle Bildgebung MRT an. Er interessiert sich insbesondere für die Rolle neuronaler Oszillationen und oszillatorischer Netzwerke für Motorik und Kognition.
Seine wissenschaftliche Aktivität konzentriert sich in der Grundlagenforschung auf die Charakterisierung und therapeutische Modulierung (durch Deep Brain Stimulation) pathologischer oszillatorischer Netzwerke bei Patienten mit Basalganglien-Störungen wie beispielsweise Parkinson, Dystonien oder dem Gilles de la Tourette Syndrom. 
Er ist Autor von über 200 international veröffentlichten Peer-Review-Artikeln.

## Mitgliedschaften und Funktionen
Schnitzler ist Mitglied in verschiedenen wissenschaftlichen Fachgesellschaften, unter anderem der Deutschen Gesellschaft für Neurologie, der Deutschen Gesellschaft für Klinische Neurophysiologie und Funktionelle Bildgebung sowie der Society for Neuroscience. Er ist Mitglied der Editorial Boards verschiedener Fachzeitschriften und übernimmt regelmäßig Gutachtertätigkeiten für die DFG und andere nationale und internationale Forschungsfördereinrichtungen sowie Stiftungen.

## Auszeichnungen
- 2006: Pette Preis der Deutschen Gesellschaft für Neurologie[1]
- 2006: „Reinhard-Heynen- und Emmi-Heynen-Preis“ der Gesellschaft von Freunden und Förderern der Heinrich-Heine-Universität Düsseldorf e.V.
- 2003: Hans-Jörg Weitbrecht-Preis für klinische Neurowissenschaften der Bayer Health Care GmbH[2]